# Futbol'nyj Klub Orenburg
Il Futbol'nyj Klub Orenburg' (in russo Футбольный клуб Оренбург?), noto semplicemente come Orenburg, è una società calcistica russa con sede ad Orenburg. Nella stagione 2022-23 milita nella Prem'er-Liga, la massima divisione del campionato russo di calcio.

## Storia

### Unione Sovietica
Fondata nel 1960 non ha mai particolarmente brillato: ha partecipato alla Vtoraja Liga, terza serie del campionato, dal 1976 al 1982. Ritornato in terza serie nel 1989 retrocesse immediatamente nella neonata Vtoraja Nizšaja Liga.

### Russia
Con la fine dell'Unione Sovietica e la nascita del campionato russo di calcio fu collocato in Vtoraja Liga, la terza serie. Al secondo anno in terza serie retrocesse nella neonata Tret'ja Liga, rimanendovi fino alla chiusura della stessa, avvenuta nel 1997.
Ricollocato in quella che nel frattempo era stata rinominata Vtoroj divizion, ottenne risultati migliori, finendo per tre volte di seguito seconda nel proprio girone nel 2006, 2007 e 2008, prima di vincerlo nel 2010. Ottenne, così, lo storico approdo in seconda serie, ma retrocesse immediatamente, finendo sedicesimo.
Nel 2012-2013 vinse nuovamente il proprio girone tornando in seconda serie. Alla seconda esperienza in seconda serie sfiorò il quarto posto che avrebbe valso i play-off promozione, finendo a pari merito con l'Ufa, ma rimanendo indietro negli scontri diretti (una sconfitta e un pareggio).
Nel 2015-2016 vinse per la prima volta nella sua storia il campionato di seconda divisione e fu promosso in Prem'er-Liga, per poi cambiare nome da Futbol'nyj Klub Gazovik Orenburg a Futbol'nyj Klub Orenburg.
Nel 2016-2017 si piazzò al tredicesimo e quartultimo posto in massima divisione, piazzamento che costrinse la squadra a spareggiare con l'SKA-Chabarovsk, giunto quarto in serie cadetta, per conservare il posto in Prem'er-Liga. La sfida fu vinta dall'SKA ai tiri di rigore dopo due 0-0 tra andata e ritorno, così l'Orenburg tornò in PFN Ligi dopo una sola stagione.
Nel 2017-2018 ottenne nuovamente la promozione in massima divisione vincendo il campionato di PFN Ligi.

## Palmarès

### Competizioni nazionali
- PFN Ligi: 2

2015-2016, 2017-2018
- Vtoroj divizion: 2

2010 (Girone Volga-Urali), 2012-2013 (Girone Volga-Urali)
- Kubok FNL: 1

2016

### Altri piazzamenti
- Coppa di Russia:

Semifinalista: 2014-2015

## Statistiche e record

### Partecipazione ai campionati

#### Unione Sovietica
| Livello | Categoria            | Partecipazioni | Debutto | Ultima stagione | Totale |
| ------- | -------------------- | -------------- | ------- | --------------- | ------ |
| 3º      | Vtoraja Liga         | 8              | 1976    | 1989            | 8      |
| 4º      | Vtoraja Nizšaja Liga | 2              | 1990    | 1991            | 2      |

#### Russia
| Livello | Categoria       | Partecipazioni | Debutto   | Ultima stagione | Totale |
| ------- | --------------- | -------------- | --------- | --------------- | ------ |
| 1º      | Prem'er-Liga    | 3              | 2016-2017 | 2019-2020       | 3      |
| 2º      | PFN Ligi        | 5              | 2011-2012 | 2017-2018       | 5      |
| 3º      | Vtoraja Liga    | 2              | 1992      | 1993            | 16     |
| 3º      | Vtoroj divizion | 14             | 1998      | 2012-2013       | 16     |
| 4º      | Tret'ja Liga    | 4              | 1994      | 1997            | 4      |

## Organico

### Rosa 2024-2025
| N. |                                 | Ruolo | Calciatore          |
| -- | ------------------------------- | ----- | ------------------- |
| 1  | Russia (bandiera)               | P     | Bogdan Moskvičev    |
| 4  | Russia (bandiera)               | D     | Danila Chotulëv     |
| 5  | Russia (bandiera)               | C     | Aleksej Tataev      |
| 7  | Turchia (bandiera)              | C     | Emircan Gürlük      |
| 8  | Bosnia ed Erzegovina (bandiera) | C     | Ivan Bašić          |
| 9  | Argentina (bandiera)            | A     | Brian Mansilla      |
| 10 | Iran (bandiera)                 | A     | Saeid Saharkhizan   |
| 11 | Russia (bandiera)               | C     | Stepan Oganesjan    |
| 12 | Russia (bandiera)               | D     | Andrej Malych       |
| 14 | Argentina (bandiera)            | C     | Matías Pérez        |
| 16 | Cile (bandiera)                 | A     | Jordhy Thompson     |
| 18 | Russia (bandiera)               | C     | Aleksandr Kovalenko |
| 19 | Ecuador (bandiera)              | A     | Justin Cuero        |
| 20 | Russia (bandiera)               | C     | Dmitrij Rybčinskij  |

| N. |                        | Ruolo | Calciatore          |
| -- | ---------------------- | ----- | ------------------- |
| 21 | Argentina (bandiera)   | C     | Gabriel Florentín   |
| 24 | Argentina (bandiera)   | C     | Tomás Muro          |
| 31 | Russia (bandiera)      | D     | Georgij Zotov       |
| 35 | Turchia (bandiera)     | D     | Kazımcan Karataş    |
| 37 | Russia (bandiera)      | C     | Danil Kapustjanskij |
| 38 | Russia (bandiera)      | D     | Artyom Kasimov      |
| 47 | Bielorussia (bandiera) | A     | Timofey Martynov    |
| 61 | Russia (bandiera)      | D     | Semen Stolbov       |
| 80 | Costa Rica (bandiera)  | A     | Jimmy Marín         |
| 81 | Russia (bandiera)      | D     | Maksim Sidorov      |
| 87 | Russia (bandiera)      | D     | Dmitri Vasilyev     |
| 96 | Russia (bandiera)      | C     | Aleksey Baranovskiy |
| 99 | Russia (bandiera)      | P     | Nikolaj Sysuev      |

### Rosa 2022-2023
| N. |                                 | Ruolo | Calciatore       |
| -- | ------------------------------- | ----- | ---------------- |
| 3  | Bielorussia (bandiera)          | D     | Michail Sivakoŭ  |
| 4  | Russia (bandiera)               | D     | Danila Chotulëv  |
| 7  | Russia (bandiera)               | C     | Stepan Oganesjan |
| 8  | Bosnia ed Erzegovina (bandiera) | C     | Ivan Bašić       |
| 9  | Argentina (bandiera)            | A     | Brian Mansilla   |
| 12 | Russia (bandiera)               | D     | Andrej Malych    |
| 14 | Argentina (bandiera)            | C     | Matías Pérez     |
| 16 | Cile (bandiera)                 | A     | Jordhy Thompson  |
| 19 | Russia (bandiera)               | D     | Aleksandr Ėktov  |
| 20 | Paraguay (bandiera)             | A     | Diego Acosta     |

| N. |                       | Ruolo | Calciatore          |
| -- | --------------------- | ----- | ------------------- |
| 21 | Argentina (bandiera)  | C     | Gabriel Florentín   |
| 24 | Argentina (bandiera)  | C     | Tomás Muro          |
| 70 | Russia (bandiera)     | A     | Batraz Gurciev      |
| 80 | Costa Rica (bandiera) | A     | Jimmy Marín         |
| 87 | Russia (bandiera)     | D     | Dmitri Vasilyev     |
| 90 | Russia (bandiera)     | P     | Aleksej Kenjajkin   |
| 99 | Russia (bandiera)     | P     | Nikolaj Sysuev      |
|    | Russia (bandiera)     | C     | Aleksandr Kovalenko |
|    | Russia (bandiera)     | D     | Georgij Zotov       |
|    | Turchia (bandiera)    | D     | Kazımcan Karataş    |